# بطاطا حلوة محمصة
بطاطا حلوة مُحَمَصة هي وجبة شائعة شتوية في شرق أسيا.